# Nesosylphas
Nesosylphas is een geslacht van wantsen uit de familie van de Miridae (Blindwantsen). Het geslacht werd voor het eerst wetenschappelijk beschreven door Kirkaldy in 1908.

## Soorten
Het genus is monotypisch en bevat alleen de volgende soort:

- Nesosylphas pacifica Kirkaldy, 1908